# Арикур
Арикур (фр. Harricourt) насеље је и општина у североисточној Француској у региону Шампањ-Арден, у департману Ардени која припада префектури Вузје.
По подацима из 2011. године у општини је живело 42 становника, а густина насељености је износила 5,34 становника/km². Општина се простире на површини од 7,87 km². Налази се на средњој надморској висини од 175 метара.

## Демографија
| 1962. | 1968. | 1975. | 1982. | 1990. | 1999. | 2011. |
| ----- | ----- | ----- | ----- | ----- | ----- | ----- |
| 60    | 80    | 70    | 74    | 71    | 60    | 42    |

График промене броја становника у току последњих година